# Neptunus (Hellenus) hastatoides
Neptunus (Hellenus) hastatoides is een krabbensoort uit de familie van de Portunidae.